# Philip Holiday
Pour les articles homonymes, voir Holiday.
Philip Holiday est un boxeur sud-africain né le 23 mai 1970 à Benoni.

## Carrière
Passé professionnel en 1991, il s'empare du titre vacant de champion du monde IBF des poids légers le 19 août 1995 aux dépens de Miguel Julio. Holiday conserve son titre face à Rocky Martinez, John Lark, Jeff Fenech, Joel Diaz, Ivan Robinson et Pete Taliaferro avant de perdre aux points contre Shane Mosley le 2 août 1997. Il met un terme à sa carrière en 2010 sur un bilan de 39 victoires, 7 défaites et 1 match nul.